# Kingcol
La colonne volante Kingcol (abv. de Kingstone Column), du nom de son chef le général James Joseph Kingstone est forte de 2 000 hommes et de 500 véhicules. Elle participe en mai-juin 1941 à la guerre anglo-irakienne puis à la campagne de Syrie.
Elle est formée d’éléments de la Habforce : 
- le 1er Régiment de cavalerie de la Garde (Life Guards et Royal Horse Guards) au complet,
- les 400 hommes du régiment de l'Essex,
- la 237e batterie d’artillerie,
- une section antichar,
- une section de sapeurs,
- et 250 hommes du Régiment mécanisé de la Légion arabe sous les ordres du célèbre Glubb Pacha.

La colonne Kingcol pénètre en Irak le 12 mai 1941 puis en Syrie le 21 juin.